# 门希斯代京根
门希斯代京根是德国巴伐利亚州的一个市镇。总面积32.06平方公里，总人口1363人，其中男性672人，女性691人（2011年12月31日），人口密度43人/平方公里。